# Tina Rosenberg
Tina Rosenberg (1960) es una periodista estadounidense ganadora del premio Pulitzer.

## Libros
- Children of Cain. Violence and the violent in Latin America. Versa sobre la sociedad, la guerrilla y la represión en la década de 1970. (1991).
- The Haunted Land: Facing Europe's Ghosts After Communism. Acerca del poscomunismo en Europa Oriental. (1995).

## Premios
- Premio Nacional del Libro de los EE. UU., por The Haunted Land. (1997)
- Premio Pulitzer por The Haunted Land. (1997)

## Críticas
Tina Rosenberg es una de las mejores periodistas estadounidenses, autora de libros de investigación que no se quedan en la superficie y tratan de llegar al corazón de los hechos.
 Horacio Verbitsky